# Brest Métropole
Koordinaten: 48° 23′ N, 4° 29′ W
Brest Métropole ist ein französischer Gemeindeverband mit der Rechtsform einer Métropole im Département Finistère in der Region Bretagne. Der Gemeindeverband wurde am 24. Mai 1973 gegründet und besteht aus 8 Gemeinden. Der Verwaltungssitz befindet sich in der Stadt Brest.

## Mitgliedsgemeinden
| Gemeinde           | Einwohner 1. Januar 2022 | Fläche km² | Dichte Einw./km² | Code INSEE | Postleitzahl |
| ------------------ | ------------------------ | ---------- | ---------------- | ---------- | ------------ |
| Bohars             | 3.671                    | 7,27       | 505              | 29011      | 29820        |
| Brest              | 140.993                  | 49,51      | 2.848            | 29019      | 29200        |
| Gouesnou           | 6.412                    | 12,08      | 531              | 29061      | 29850        |
| Guilers            | 8.221                    | 18,98      | 433              | 29069      | 29820        |
| Guipavas           | 15.401                   | 44,13      | 349              | 29075      | 29490        |
| Le Relecq-Kerhuon  | 11.837                   | 6,43       | 1.841            | 29235      | 29480        |
| Plougastel-Daoulas | 13.431                   | 46,83      | 287              | 29189      | 29470        |
| Plouzané           | 13.437                   | 33,14      | 405              | 29212      | 29280        |
| Brest Métropole    | 213.403                  | 218,37     | 977              | –          | –            |